# Torin Thatcher
Torin Thatcher, all'anagrafe Torin Herbert Erskine Thatcher (Bombay, 15 gennaio 1905 – Thousand Oaks, 4 marzo 1981), è stato un attore britannico.

## Biografia
Nato a Bombay (India) da genitori britannici, Torin James Blair Thatcher, ufficiale di polizia, e  Edith Rachel Batty, insegnante di canto e pianoforte, figlia a sua volta di Sir Herbert Batty, giudice della Corte Suprema di Bombay, Torin Thatcher compì gli studi in patria presso la Bedford School e, più tardi, frequentò i corsi di recitazione alla Royal Academy of Dramatic Arts (R.A.D.A.). Il debutto sui palcoscenici londinesi risale al 1927, mentre l'esordio cinematografico avvenne nella prima metà degli anni trenta. Thatcher apparve in quel periodo in brevi ruoli non accreditati in importanti produzioni quali Sabotaggio (1936) e Giovane e innocente (1937), entrambi diretti da Alfred Hitchcock, L'uomo dei miracoli (1936) e L'ultimo treno da Mosca (1937). Sempre nel 1937, ormai affermatosi anche come interprete teatrale, Thatcher apparve all'Old Vic nel ruolo del fantasma del padre del protagonista in Amleto, in cui per la prima volta Laurence Olivier interpretò il ruolo del principe di Danimarca, accanto a Vivien Leigh nella parte di Ofelia, Michael Redgrave in quella di Laerte, Robert Newton in quella di Orazio, Alec Guinness in quella di Osrico.
La carriera di Thatcher ebbe un rallentamento durante gli anni della seconda guerra mondiale, periodo in cui egli servì nella Royal Artillery e venne congedato nel 1945 con il grado di tenente colonnello. Riuscì tuttavia a ottenere ruoli sempre più importanti sul grande schermo, recitando fra gli altri nei film Il maggiore Barbara (1941), Grandi speranze (1946), nella parte di Bentley Drummle, e Idolo infranto (1948), tutti classici del cinema britannico. All'inizio degli anni cinquanta l'attore si trasferì a Hollywood e diventò un caratterista molto richiesto, specializzato in ruoli di personaggi austeri, severi e spesso minacciosi, prevalentemente in avventure in costume come Il corsaro dell'isola verde (1952), Il pirata Barbanera (1952), Lo scudo dei Falworth (1954), e in kolossal storici come La tunica (1953), nel ruolo del senatore Gallio, padre di Marcello (Richard Burton), e Elena di Troia (1956), in cui interpretò il ruolo di Ulisse.
Thatcher frequentò anche altri generi cinematografici, la commedia con Un pizzico di follia (1954), il sentimentale con L'amore è una cosa meravigliosa (1955), il film bellico con I topi del deserto (1953), il western con La banda degli angeli (1957), il dramma giudiziario con Testimone d'accusa (1957), in cui interpretò il ruolo del tenace avvocato Myers, pubblico ministero nel processo contro Leonard Vole (Tyrone Power) e avversario del suo sagace difensore, Sir Wilfrid Robarts (Charles Laughton). Durante i suoi anni negli Stati Uniti, Thatcher portò avanti anche una brillante carriera teatrale a Broadway, recitando in importanti pièce come Edward, My Son, That Lady, Billy Budd, The Miracle Worker, nella parte del capitano Keller accanto a Anne Bancroft e Patty Duke. Tutti questi lavori ebbero brillanti trasposizioni cinematografiche ma Thatcher non partecipò a nessuna di queste versioni per il grande schermo.
Negli anni sessanta Thatcher fu molto attivo sul piccolo schermo, dove aveva già iniziato a comparire fin dal decennio precedente. Tra le serie da lui interpretate, da ricordare Alfred Hitchcock presenta (1957-1959), La grande avventura (1963-1964), Polvere di stelle (1963-1966), Daniel Boone (1967-1969), Missione Impossibile (1968-1969). Fu inoltre tra i protagonisti dell'episodio Il ritorno degli arconti della serie classica di Star Trek, girato nel 1967, in cui recitò nel ruolo di Marplon, uno dei componenti di un movimento clandestino di resistenza che si oppone a Landru, un'entità mistica che domina il pianeta Beta III. Nell'ultima parte della sua carriera, Thatcher comparve sul grande schermo solo in maniera sporadica, in film d'avventura come Il 7º viaggio di Sinbad (1958), L'ammazzagiganti (1962), Gli ammutinati del Bounty (1962), nel ruolo non accreditato di Staines, Hawaii (1966), Il pirata del re (1967). La sua ultima apparizione sulle scene risale al 1976 nel film per la televisione Brenda Starr, accanto a Jill St. John.

## Vita privata
Dal matrimonio con Marguerite Mildred Daniel, che sposò nel 1940, Torin Thatcher ebbe un figlio. Dopo la morte della moglie, avvenuta nel 1951, l'attore si risposò l'anno successivo con Anna Le Borgne, che gli fu accanto fino alla morte, avvenuta il 4 marzo 1981, all'età di 76 anni.

## Filmografia

### Cinema
- The Merchant of Venice, regia di Widgey R. Newman (1927) – cortometraggio
- Il vagone rosso (Red Wagon), regia di Paul L. Stein (1933)
- General John Regan, regia di Henry Edwards (1933)
- Irish Hearts, regia di Brian Desmond Hurst (1934)
- Barabbas, regia di James B. Sloane (1935)
- Drake il corsaro (Drake of England), regia di Arthur B. Woods (1935)
- School for Stars, regia di Donovan Pedelty (1935)
- Well Done, Henry, regia di Wilfred Noy (1936)
- The Common Round, regia di Stephen Harrison (1936) – cortometraggio
- Arrivano i gangsters (Crime Over London), regia di Alfred Zeisler (1936)
- L'uomo dei miracoli (The Man Who Could Work Miracles), regia di Lothar Mendes e, non accreditato, Alexander Korda (1936)
- Sabotaggio (Sabotage), regia di Alfred Hitchcock (1936)
- The School for Scandal (1937) – film tv
- L'ultimo treno da Mosca (Knight Without Armour), regia di Jacques Feyder (1937)
- Il trionfo della primula rossa (Return of the Scarlet Pimpernel), regia di Hanns Schwarz (1937)
- Giovane e innocente (Young and Innocent), regia di Alfred Hitchcock (1937)
- Broadway, regia di George Abbott e Philip Dunning (1938) – film tv
- Climbing High, regia di Carol Reed (1938)
- The Kindled Flame, regia di James B. Sloane (1939) - cortometraggio
- Too Dangerous to Live, regia di Anthony Hankey e Leslie Norman (1939)
- La spia in nero (The Spy in Black), regia di Michael Powell (1939)
- The Day Is Gone, regia di Warren Chetham Strode (1939) – film tv
- Old Mother Riley, MP, regia di Oswald Mitchell (1939)
- The Lion Has Wings, regia di Adrian Brunel e Brian Desmond Hurst (1939)
- Contrabbando (Contraband), regia di Michael Powell (1940)
- Love and Disorder, regia di David MacDonald (1940)
- Lascia fare a Giorgio (Let George Do It!), regia di Marcel Varnel (1940)
- Night Train to Munich, regia di Carol Reed (1940)
- The Case of the Frightened Lady, regia di George King (1940)
- Saloon Bar, regia di Walter Forde (1940)
- Gasbags, regia di Walter Forde e Marcel Varnel (1941)
- Il maggiore Barbara (Major Barbara), regia di Gabriel Pascal e, non accreditato, Harold French (1941)
- Sabotatori (Saboteur), regia di Alfred Hitchcock (1942)
- The Next of Kin, regia di Thorold Dickinson (1942)
- Cuore prigioniero (The Captive Heart), regia di Basil Dearden (1946)
- Agente nemico (I See a Dark Stranger), regia di Frank Launder (1946)
- Androcles and the Lion, regia (non accreditato) di Desmond Davis (1946) – film tv
- Grandi speranze (Great Expectations), regia di David Lean (1946)
- I contrabbandieri (The Man Within), regia di Bernard Knowles (1947)
- Jassy la zingara (Jassy), regia di Bernard Knowles (1947)
- When the Bough Breaks, regia di Lawrence Huntington (1947)
- Allo sbocco del fiume (The End of the River), regia di Derek N. Twist (1947)
- Idolo infranto (The Fallen Idol), regia di Carol Reed (1948)
- Carlo di Scozia (Bonnie Prince Charlie), regia di Anthony Kimmins e Alexander Korda (1948)
- Now Barabbas, regia di Gordon Parry (1949)
- La rosa nera (The Black Rose), regia di Henry Hathaway (1950)
- Trinidad (Affair in Trinidad), regia di Vincent Sherman (1952)
- Le nevi del Chilimangiaro (The Snows of Kilimanjaro), regia di Henry King (1952)
- Il corsaro dell'isola verde (The Crinsom Pirate), regia di Robert Siodmak (1952)
- Il pirata Barbanera (Blackbeard, the Pirate), regia di Raoul Walsh (1952)
- I topi del deserto (The Desert Rats), regia di Robert Wise (1953)
- Il mago Houdini (Houdini), regia di George Marshall (1953)
- La tunica (The Robe), regia di Henry Koster (1953)
- Un pizzico di follia (Knock on Wood), regia di Melvin Frank e Norman Panama (1954)
- Lo scudo dei Falworth (The Black Shield of Falworth), regia di Rudolph Maté (1954)
- I fucilieri del Bengala (Bengal Brigade), regia di László Benedek (1954)
- L'amore è una cosa meravigliosa (Love Is a Many-Splendored Thing), regia di Henry King (1955)
- Lady Godiva (Lady Godiva of Coventry), regia di Arthur Lubin (1955)
- Diana la cortigiana (Diane), regia di David Miller (1956)
- Elena di Troia (Helen of Troy), regia di Robert Wise (1956)
- Istanbul, regia di Joseph Pevney (1957)
- La banda degli angeli (Band of Angels), regia di Raoul Walsh (1957)
- Testimone d'accusa (Witness for Prosecution), regia di Billy Wilder (1957)
- Commandos (Darby's Rangers), regia di William A. Wellman (1958)
- Il 7º viaggio di Sinbad (The 7th Voyage of Sinbad), regia di Nathan Juran (1958)
- Vento di tempesta (The Miracle), regia di Irving Rapper e, non accreditato, Gordon Douglas (1959)
- I canadesi (The Canadians), regia di Burt Kennedy (1961)
- L'ammazzagiganti (Jack the Giant Killer), regia di Nathan Juran (1962)
- Gli ammutinati del Bounty (Mutiny on the Bounty), regia di Lewis Milestone (1962)
- Tamburi d'Africa (Drums of Africa), regia di James B. Clark (1963)
- Decisione a mezzanotte (Decision at Midnight), regia di Lewis Allen (1963)
- Castelli di sabbia (The Sandpiper), regia di Vincente Minnelli (1965)
- Hawaii, regia di George Roy Hill (1966)
- The Sweet and the Bitter, regia di James Clavell (1967)
- Il pirata del re (The King's Pirate), regia di Don Weis (1967)
- Hell of Borneo, regia di George Montgomery (1967)

### Televisione
- The Chevrolet Tele Theatre – serie TV, 1 episodio (1950)
- The Trap – serie TV, 1 episodio (1950)
- Masterpiece Playhouse – serie TV, 1 episodio (1950)
- Nash Ayrflyte Theatre – serie TV, 1 episodio (1950)
- The Ford Theatre Hour – serie TV, 1 episodio (1950)
- The Clock – serie TV, 1 episodio (1950)
- Somerset Maugham TV Theatre – serie TV, 1 episodio (1950)
- Pulitzer Prize Playhouse – serie TV, 1 episodio (1951)
- Cosmopolitan Theatre – serie TV, 1 episodio (1951)
- Hollywood Opening Night – serie TV, 1 episodio (1953)
- The Philco Television Playhouse – serie TV, 2 episodi (1949-1953)
- Omnibus – serie TV, 1 episodio (1955)
- The 20th Century-Fox Hour – serie TV, episodi 1x04-1x08 (1955-1956)
- Front Row Center – serie TV, 1 episodio (1956)
- Lux Video Theatre – serie TV, 1 episodio (1956)
- Warner Brothers Presents – serie TV, 1 episodio (1956)
- Playhouse 90 – serie TV, 1 episodio (1957)
- Climax! – serie TV, 2 episodi (1956-1957)
- Kraft Television Theatre – serie TV, 1 episodio (1957)
- Telephone Time – serie TV, episodio 3x25 (1958)
- The Millionaire – serie TV, 1 episodio (1958)
- The DuPont Show of the Month – serie TV, episodio 1x03 (1957)
- The Further Adventures of Ellery Queen – serie TV, episodio 1x02 (1958)
- The United States Steel Hour – serie TV, 1 episodio (1959)
- I racconti del West (Zane Grey Theater) – serie TV, 1 episodio (1959)
- Alfred Hitchcock presenta (Alfred Hitchcock Presents) – serie TV, 2 episodi (1957-1959)
- Peter Gunn – serie TV, episodi 1x28 (1959)
- Markham – serie TV, 1 episodio (1959)
- Carovane verso il West (Wagon Train) – serie TV, 1 episodio (1959)
- Alcoa Presents: One Step Beyond – serie TV, 1 episodio (1959)
- Diagnosis: Unknown – serie TV, 1 episodio (1960)
- The Citadel – film TV (1960)
- Thriller – serie TV, episodio 1x23 (1961)
- Le grandi fiabe (Shirley Temple's Storybook) – serie TV, 1 episodio (1961)
- Bonanza – serie TV, 1 episodio (1961)
- Avventure in paradiso (Adventures in Paradise) – serie TV, episodio 2x34 (1961)
- Follow the Sun – serie TV, episodio 1x01 (1961)
- Tales of Wells Fargo – serie TV, 2 episodi (1960-1961)
- Perry Mason – serie TV, 1 episodio (1961)
- The Real McCoys – serie TV, 1 episodio (1963)
- Gli intoccabili (The Untouchables) – serie TV, 1 episodio (1963)
- Hazel – serie TV, 1 episodio (1963)
- Assistente sociale (East Side/West Side) – serie TV, episodio 1x17 (1964)
- La grande avventura (The Great Adventure) – serie TV, episodi 1x05-1x18 (1963-1964)
- La parola alla difesa (The Defenders) – serie TV, 1 episodio (1964)
- Destry – serie TV, 1 episodio (1964)
- L'ora di Hitchcock (The Alfred Hitchcock Hour) – serie TV, 1 episodio (1964)
- Slattery's People – serie TV, episodio 1x02 (1964)
- The Holy Terror, regia di George Schaefer – film TV (1965)
- Io e i miei tre figli (My Three Sons) – serie TV, episodio 5x27 (1965)
- Profiles in Courage – serie TV, 2 episodi (1964-1965)
- Viaggio in fondo al mare (Voyage to the Bottom of the Sea) – serie TV, 1 episodio (1965)
- Polvere di stelle (Bob Hope Presents the Chrysler Theatre) – serie TV, 3 episodi (1963-1966)
- Get Smart – serie TV, 1 episodio (1966)
- Lost in Space – serie TV, 1 episodio (1966)
- Preview Tonight – serie TV, 1 episodio (1966)
- Kronos - Sfida al passato (The Time Tunnel) – serie TV, episodio 1x06 (1966)
- Star Trek – serie TV, episodio 1x21 (1967)
- Gunsmoke – serie TV, 1 episodio (1967)
- Cowboy in Africa – serie TV, 1 episodio (1967)
- Lo strano caso del dottor Jekyll e mr. Hyde (The Strange Case of Dr. Jekyll and Mr. Hyde), regia di Charles Jarrott – film TV (1968)
- Il grande teatro del West (The Guns of Will Sonnett) – serie TV, 1 episodio (1968)
- Daniel Boone – serie TV, 2 episodi (1967-1969)
- Missione impossibile (Mission: Impossible) – serie TV, 2 episodi (1968-1969)
- La terra dei giganti (Land of the Giants) – serie TV, 1 episodio (1970)
- Los Angeles: ospedale nord (The Interns) – serie TV, 1 episodio (1970)
- Mistero in galleria (Night Gallery) – serie TV, 1 episodio (1971)
- Search – serie TV, 1 episodio (1972)
- Petrocelli – serie TV, 1 episodio (1975)
- Brenda Starr, regia di Mel Stuart – film TV (1976)

## Doppiatori italiani
- Giorgio Capecchi in Trinidad, Un pizzico di follia, Diana la cortigiana, Il 7° viaggio di Sinbad, L'ammazzagiganti
- Bruno Persa ne Il mago Houdini, Testimone d'accusa, Hawaii, I canadesi
- Manlio Busoni ne L'amore è una cosa meravigliosa, Castelli di sabbia
- Alberto Sordi in Idolo infranto
- Mario Ferrari ne Il pirata Barbanera
- Mario Besesti ne La tunica
- Olinto Cristina ne Lo scudo dei Falworth
- Stefano Sibaldi in Elena di Troia
- Franco Odoardi in Star Trek
- Michele Gammino ne Il 7° viaggio di Sinbad (ridoppiaggio)